# Oldřich Karásek (mořeplavec)
Oldřich Karásek (1933 – 2024) byl český mořeplavec. Narodil se v Brně. Předtím, než se začal věnovat této činnosti, se věnoval horolezectví. V roce 1989 emigroval z Československa. Několikrát se svou lodí přeplul například Atlantský oceán. Na doma postavené lodi doplul do Austrálie. V noci ze 4. na 5. dubna 2007 se se svou jachtou srazil s tankerem v Rudém moři. Následně se svou posádkou pokračoval sedm dní na vraku lodi. Již dříve s lodí havaroval v Karibiku. Několikrát byla členkou jeho posádky cestovatelka Karin Pavlosková. Karásek je autorem knihy Jak pořídit loď.